# Amereida II
Amereida II es un poema escrito de forma colectiva y publicado en enero de 1986. Ha sido editado en dos oportunidades, la primera en 1986 y la segunda en 2003. Existe un libro subsecuente, llamado Amereida Travesías 1984 a 1988, que debido a la sucesión de publicaciones, que incluye a Amereida y Amereida II, también se conoce con el nombre de Amereida III.